# 錫鐸
錫鐸（1856年—？），字木臣，號聖予，舒舒觉罗氏，滿洲鑲紅旗人。清朝政治人物、同進士出身。
光緒二十一年（1895年），中式乙未科三甲進士。同年五月，改翰林院庶吉士。光緒二十四年四月，散館，著以知县即用，授河南泌陽縣知縣。